# Ram Adhar Mall
Ram Adhar Mall (* 1937 in Indien) ist ein deutsch-indischer Philosoph.

## Leben

### Jugend und Ausbildung
Er studierte Philosophie, Psychologie, Sanskrit, Englische Sprache und Literatur sowie Wirtschaftswissenschaften an den Universitäten Kolkata, Göttingen und Köln. Er machte sein B.A. 1958 und M.A. 1958 an der University of Calcutta. Nach einem viermonatigen Sprachstudium an einem Goethe-Institut in Deutschland studierte er Philosophie, Psychologie, Anglistik und Indologie an den Universitäten Göttingen und Köln. Mall promovierte 1963 in Köln über das Thema Humes Bild vom Menschen. Auf Einladung von Ludwig Landgrebe kam er 1967 aus Indien zurück nach Köln, wo er am Husserl-Archiv über das Thema Phänomenologie und Empirismus forschte. 1981 habilitierte er an der Universität Trier über das Thema Der operative Begriff des Geistes. Locke, Berkeley, Hume. Von 1977 bis 1989 lehrte er Philosophie an der Universität Trier. Von 1989 bis 1998 lehrte Mall an den Universitäten Wuppertal, Bremen und Heidelberg und von 1998 bis 2005 an der LMU München Philosophie und Religionswissenschaft. Seit 2005 lehrte er an der FSU Jena. Im Jahre 2014 wurde ihm die Ehrendoktorwürde vom Fachbereich Kulturwissenschaften und Ästhetische Kommunikation der Universität Hildesheim verliehen. Seit 2016 ist Mall Seniorprofessor am Lehrstuhl für Religionswissenschaft der Universität Jena.
Ram Mall lebt in Bonn-Bad Godesberg.

### Lehrtätigkeit
In Indien erhielt er eine Dozentur für Philosophie an der Jadavpur University in Kolkata, wo er von 1964 bis 1967 Philosophie lehrte. Von 1989 bis 1990 lehrte er an der Bergischen Universität Wuppertal. Von 1990 bis 1991 lehrte er Philosophie an der Universität Heidelberg. Von 1991 lehrte er Philosophie an der Universität Bremen. Seit 1998 hat er einen Lehrauftrag für Philosophie an der Ludwig-Maximilians-Universität München. Im Sommersemester 1999 lehrte er als Gastprofessor an der Universität Wien.

### Außeruniversitäre Tätigkeiten
Seit 1991 ist er der Gründungspräsident der internationalen Gesellschaft für interkulturelle Philosophie (GIP). Er ist Mitherausgeber der Reihe: Studien zur interkulturellen Philosophie. Rodopi Verlag, Amsterdam. Ferner ist er in dem Editorial Advisory Board der Reihe: Philosophy and the Global Context. New York/Oxford.

## Werk
Seinen Forschungen liegt grundsätzlich die interkulturelle philosophische Überzeugung zugrunde, dass die eine philosophia perennis niemandes Besitz allein ist. Sie bedarf zwar der orthaften philosophischen Konventionen/Traditionen, geht jedoch in keiner dieser Traditionen restlos auf. Sie ist daher „orthaft ortlos“. Ebenso verhält es sich mit der religio perennis. In diesem Sinne beschäftigt er sich zurzeit mit den diversen Themen der Philosophie wie z. B. mit der Erkenntnistheorie, Logik, Ethik/Moral, Ästhetik, den Menschenrechten aus interkultureller Perspektive. Philosophie qua Philosophie ist eigentlich anthropologisch verankert. Und dies macht deutlich, dass es Überlappungen unter den wissenschaftlichen Betätigungen der Menschen gibt trotz der kulturbedingten Besonderheiten. Im Bereich der Kommunikation, ob rein theoretisch oder praktisch, geht seine Forschungsintention von der Überzeugung aus, dass es ein Primat der Kommunikation vor dem Konsens gibt, auch wenn die regulative Idee des Konsenses ihre volle Berechtigung besitzt. Das Primat der Kommunikation befähigt uns, den Dissens ernst zu nehmen und ihn nicht bloß reduktiv zu behandeln. Eine solche Sichtweise der Problematik erzeugt Kompromissbereitschaft, was wiederum Kommunikation ermöglicht. Es geht um eine Verzichtleistung auf den Absolutheitsanspruch, denn die Absolutheit der Wahrheit (wenn es sie geben sollte) darf nicht verwechselt werden mit der Absolutheit des menschlichen Anspruchs auf sie.

## Veröffentlichungen
Einige seiner wichtigen Publikationen auf dem Gebiete Empirismus und Phänomenologie sind:
- Hume's Concept of Man. An Essay in Philosophical Anthropology. Allied Publishers, Bombay u. a. 1967.
- Experience and Reason. The Phenomenology of Husserl in its Relation to Hume's Philosophy. Nijhoff, The Hague 1973, ISBN 90-247-1494-X.
- Naturalism and Criticism. Nijhoff, The Hague 1975, ISBN 90-247-1739-6.
- Der operative Begriff des Geistes. Locke, Berkeley, Hume. Alber, Freiburg (Breisgau) u. a. 1984, ISBN 3-495-47562-1 (Zugleich: Trier, Universität, Habilitations-Schrift, 1981).

Auf dem Gebiete Vergleichende und interkulturelle Philosophie sind einige seiner Publikationen:
- Studie zur indischen Philosophie und Soziologie. Zur vergleichenden Philosophie und Soziologie (= Monographien zur philosophischen Forschung. Bd. 120). Hain, Meisenheim am Glan 1974, ISBN 3-445-01141-9.
- mit Heinz Hülsmann: Die drei Geburtsorte der Philosophie. China, Indien, Europa. Bouvier, Bonn 1989, ISBN 3-416-02195-9.
- Philosophie im Vergleich der Kulturen. Interkulturelle Philosophie – eine neue Orientierung. Wissenschaftliche Buchgesellschaft, Darmstadt 1995, ISBN 3-534-12684-X.
- Intercultural Philosophy. Rowman & Littlefield, Lanham u. a. 2000, ISBN 0-8476-9278-7.
- Essays zur interkulturellen Philosophie, (Bausteine zur Mensching-Forschung Band 4), hrsg., Verlag Traugott Bautz, Nordhausen 2003, ISBN 978-3-88309-128-0.
- Essays zur Religionsphilosophie und Religionswissenschaft, (Bausteine zur Mensching-Forschung Band 5), hrsg., Verlag Traugott Bautz, Nordhausen 2004, ISBN 978-3-88309-130-3.
- Grundpositionen der interkulturellen Philosophie, (IKB Band 1), hrsg. mit Hamid Reza Yousefi, Verlag Traugott Bautz, Nordhausen 2005, ISBN 978-3-88309-160-0.
- Hans-Georg Gadamers Hermeneutik interkulturell gelesen (= IKB Band 19). Verlag Traugott Bautz, Nordhausen 2005, ISBN 978-3-88309-180-8.
- Nagarjunas Philosophie interkulturell gelesen (= IKB Band 57). Verlag Traugott Bautz, Nordhausen 2006, ISBN 978-3-88309-228-7.
- Indische Philosophie. Vom Denkweg zum Lebensweg. Eine interkulturelle Perspektive (= Welten der Philosophie. Bd. 4). Alber, Freiburg (Breisgau) u. a. 2012, ISBN 978-3-495-48368-8.

Im Bereich der Religionsphilosophie und vergleichenden Religionswissenschaft sind zu nennen:
- Indische Schöpfungsmythen. Eine Einführung. Bouvier, Bonn 1982, ISBN 3-416-01701-3.
- Die Herausforderung. Essays zu Mahatma Gandhi. (= Sachbuch aktuell. 01). Ed. Collage, Hildesheim 1989, ISBN 3-924479-25-9.
- Buddhismus. Religion der Postmoderne? (= Sachbuch aktuell. 03). Ed. Collage, Hildesheim 1990, ISBN 3-924479-30-5.
- Der Hinduismus. Seine Stellung in der Vielfalt der Religionen. Primus-Verlag, Darmstadt 1997, ISBN 3-89678-057-3.
- Buddhistische Lehre und die inhaltliche Toleranz, (Bausteine zur Mensching-Forschung Band 9), hrsg., Verlag Traugott Bautz, Nordhausen 2005, ISBN 978-3-88309-281-2.
- Religion and Interculturality, (East and West. Philosophy, ethics, politics and human rights, Band 11). Verlag Traugott Bautz, Nordhausen 2021, ISBN 978-3-95948-522-7.